# Filips van Noircarmes
Filips van Noircarmes (volledige naam: Filips René Nivelon Lodewijk van Sint-Aldegonde, heer van Noircarmes (Fr. Philippe René Nivelon Louis de Sainte-Aldegonde, seigneur de Noircarmes) (c. 1530 – Utrecht 5 maart 1574) was een staatsman en militair uit de Nederlanden in dienst van keizer Karel V en koning Filips II van Spanje. Hij werd berucht door zijn onderdrukkende optreden van calvinistische opstanden, in het bijzonder in Valencijn in 1566-'67 en was een lid van de Raad van Beroerten aan het begin van Tachtigjarige Oorlog. Hij was stadhouder van Henegouwen vanaf 1566 en van Holland, Zeeland en Utrecht van 1573 tot zijn dood in 1574.

## Familie en opvoeding
Noircarmes (zoals hij gewoonlijk wordt genoemd in de geschiedschrijving) was de zoon van Jan van Sint-Aldegonde, een telg uit een oude aristocratische familie uit Sint-Omaars en Marie de Rubempré. Filips was heer van Sint-Aldegonde, Noircarmes, Maingoval en Bugnicourt, commandeur van de orde van Alcantara, groot-baljuw en kapitein-generaal van Sint-Omaars. Hij moet niet worden verward met zijn familielid Filips van Marnix van Sint-Aldegonde, die in dienst van Willem van Oranje was. Zijn vader Jan van Sint-Aldegonde (overl. 1538) was een kanselier van Karel V en Noircarmes zelf wordt in 1547 een page van Karel genoemd. Hij huwde op 7 september 1554 met Bonne de Lannoy. Ze hadden een zoon, Maximiliaan-Lamoraal en een dochter.

## Rol in de beginperiode van de Nederlandse Opstand
Noircarmes was een lid van de Raad van State van Margaretha van Parma vanaf het begin van de jaren 1560. Hierin was hij tegen Willem van Oranje, Egmont en Horne die voorzichtigheid aan de landvoogdes adviseerden na de opstand van de edelen van het Eedverbond in 1566. Toen in augustus 1566 sociale onrust uitbrak na de hagenpreken van de calvinisten en daaropvolgend de Beeldenstorm, stemde hij voor onderdrukking. Hij werd stadhouder en baljuw van Henegouwen in juli 1566 en tegelijkertijd bevelhebber van de koninklijke (Spaanse) strijdkrachten in dat gebied.
Margaretha gelastte hem de onderdrukking van een calvinistische opstand in Valencijn, die onder meer geleid werd door Guido de Bres, in december 1566. Hij belegerde de stad en nam deze op 24 maart 1567 in. De Bres werd samen met vele andere burgers van Valencijn geëxecuteerd. In de tussentijd had Noircarmes het opstandige Doornik veroverd en daar vele calvinisten laten executeren. Daarna vertrok hij naar 's-Hertogenbosch en Maastricht en dwong deze steden om garnizoen op te nemen. Uiteindelijk ging hij naar Holland en strafte in mei 1567 achtereenvolgend Gouda, Schoonhoven en Amsterdam.
Onderwijl had koning Filips Fernando Álvarez de Toledo, de hertog van Alva naar de Nederlanden gestuurd met een leger om de orde te herstellen. Noircarmes ontmoette hem kort daarop en maakte direct een goede indruk. Toen Alva zijn Raad van Beroerten in september 1567 samenstelde, stelde hij Noircarmes aan als vicepresident. Noircarmes adviseerde de graaf van Egmont om zijn arrestatie door Alva niet te ontlopen. Egmont werd later geëxecuteerd.
Als lid van de Raad van State adviseerde Noircarmes tegen Alva’s plannen voor nieuwe belastingen (de Tiende Penning), maar Alva ging voorbij aan dit advies.
Na de herovering van de vesting van Bergen (die in mei 1572 was veroverd door Lodewijk van Nassau), werd Noircarmes belast met het straffen van de burgers voor hun rebellie. Zo vergezelde hij in september 1572 Alva naar Mechelen en moedigde de Spaanse militairen aan om die stad te plunderen. Daarop vergezelde hij Alva’s zoon Federico Álvarez de Toledo (Don Frederik) op diens strafexpeditie naar Holland. Hij nam deel aan het Beleg van Haarlem in 1573.
Toen Maximiliaan van Hénin-Liétard, Filips’ stadhouder van Holland, in oktober 1573 krijgsgevangen was gemaakt door de opstandelingen, werd Noircarmes benoemd tot zijn opvolger. Tijdens het Beleg van Alkmaar raakte hij gewond en stierf op 5 maart 1574 in Utrecht aan deze verwondingen.

## Voorouders
| Voorouders van Filips van Noircarmes | Voorouders van Filips van Noircarmes                                                       | Voorouders van Filips van Noircarmes                                                       | Voorouders van Filips van Noircarmes                                                                   | Voorouders van Filips van Noircarmes                                                                   | Voorouders van Filips van Noircarmes                                | Voorouders van Filips van Noircarmes                                | Voorouders van Filips van Noircarmes                                | Voorouders van Filips van Noircarmes                                |
| ------------------------------------ | ------------------------------------------------------------------------------------------ | ------------------------------------------------------------------------------------------ | --- | --- | ------------------------------------------------------------------- | ------------------------------------------------------------------- | ------------------------------------------------------------------- | ------------------------------------------------------------------- |
| Overgrootouders                      | Jacob II van Sint-Aldegonde (1415-1471) ∞ Elisabeth Blondel an Joigny (1430-1479)          | Jacob II van Sint-Aldegonde (1415-1471) ∞ Elisabeth Blondel an Joigny (1430-1479)          | Johan III van Montmorency-Nijvel van Montmorency-Nijvel (1422-1477) ∞ Gundola van Gent-Villain (-1485) | Johan III van Montmorency-Nijvel van Montmorency-Nijvel (1422-1477) ∞ Gundola van Gent-Villain (-1485) | Karel I van Rubempré (1457-1549) ∞ Maria van Montenaken (1470–1498) | Karel I van Rubempré (1457-1549) ∞ Maria van Montenaken (1470–1498) | Eustache van Bouzies (1475-1548) ∞ Maria van Humières (1465-1509)   | Eustache van Bouzies (1475-1548) ∞ Maria van Humières (1465-1509)   |
| Grootouders                          | Nicolaas van Sint-Aldegonde (1455-1497) ∞ 1444 Honorine van Montmorency-Nijvel (1460-1510) | Nicolaas van Sint-Aldegonde (1455-1497) ∞ 1444 Honorine van Montmorency-Nijvel (1460-1510) | Nicolaas van Sint-Aldegonde (1455-1497) ∞ 1444 Honorine van Montmorency-Nijvel (1460-1510)             | Nicolaas van Sint-Aldegonde (1455-1497) ∞ 1444 Honorine van Montmorency-Nijvel (1460-1510)             | Karel II van Rubempré (1490-1549) ∞ Johanna van Bouzies (1495-1549) | Karel II van Rubempré (1490-1549) ∞ Johanna van Bouzies (1495-1549) | Karel II van Rubempré (1490-1549) ∞ Johanna van Bouzies (1495-1549) | Karel II van Rubempré (1490-1549) ∞ Johanna van Bouzies (1495-1549) |
| Ouders                               | Jan van Sint-Aldegonde (1495–1538) ∞ Marie de Rubempré (1510-1569)                         | Jan van Sint-Aldegonde (1495–1538) ∞ Marie de Rubempré (1510-1569)                         | Jan van Sint-Aldegonde (1495–1538) ∞ Marie de Rubempré (1510-1569)                                     | Jan van Sint-Aldegonde (1495–1538) ∞ Marie de Rubempré (1510-1569)                                     | Jan van Sint-Aldegonde (1495–1538) ∞ Marie de Rubempré (1510-1569)  | Jan van Sint-Aldegonde (1495–1538) ∞ Marie de Rubempré (1510-1569)  | Jan van Sint-Aldegonde (1495–1538) ∞ Marie de Rubempré (1510-1569)  | Jan van Sint-Aldegonde (1495–1538) ∞ Marie de Rubempré (1510-1569)  |
| Filips van Noircarmes (1530-1574)    |                                                                                            |                                                                                            | | |                                                                     |                                                                     |                                                                     |                                                                     |